# بن‌بست وثوق
بن‌بست وثوق فیلمی سینمایی به کارگردانی و نویسندگی حمید کاویانی و تهیه‌کنندگی مهرداد فرید محصول سال ۱۳۹۵ است.

## بازیگران
- امین تارخ
- هانیه توسلی
- مهدی پاکدل
- محمود جعفری
- یوسف مرادیان
- همایون ارشادی
- هوشنگ توکلی
- جمشید مشایخی
- هومن برق‌نورد
- پانته‌آ سیروس
- مسعود سخایی
- محمود نوری
- هامون قراب
- مرجان مقدس‌زاده